# Liste von Schiffen mit dem Namen Partenope
Den Namen Partenope, dt. „Parthenope“, eine literarische Umschreibung für Neapel, trugen mehrere Kriegsschiffe italienischer Marinen:
- Partenope (1786), ein in Castellammare di Stabia gebautes 74-Kanonen-Linienschiff der Partenope-Klasse der Marine des Königreichs Neapel;
- Partenope (1834), eine 28-Kanonen-Fregatte der Marine des Königreichs beider Sizilien;
- Partenope (1889), ein Torpedokreuzer der italienischen Regia Marina;
- Partenope (1938), ein Torpedoboot der Spica-Klasse der Regia Marina.